# Silver Grove
Silver Grove es una ciudad ubicada en el condado de Campbell en el estado estadounidense de Kentucky. En el Censo de 2010 tenía una población de 1102 habitantes y una densidad poblacional de 256,47 personas por km².

## Geografía
Silver Grove se encuentra ubicada en las coordenadas 39°2′24″N 84°24′2″O / 39.04000, -84.40056. Según la Oficina del Censo de los Estados Unidos, Silver Grove tiene una superficie total de 4.3 km², de la cual 2.94 km² corresponden a tierra firme y (31.59%) 1.36 km² es agua.

## Demografía
Según el censo de 2010, había 1102 personas residiendo en Silver Grove. La densidad de población era de 256,47 hab./km². De los 1102 habitantes, Silver Grove estaba compuesto por el 98% blancos, el 0.09% eran afroamericanos, el 0% eran amerindios, el 0.09% eran asiáticos, el 0% eran isleños del Pacífico, el 0.36% eran de otras razas y el 1.45% pertenecían a dos o más razas. Del total de la población el 0.18% eran hispanos o latinos de cualquier raza.